# Выборы губернатора Кентукки (1899)
Вы́боры губерна́тора Кенту́кки 1899 года состоялись 7 ноября и стали 33-ми выборами главы исполнительной власти штата. Действующий губернатор — республиканец Уильям Брэдли — не мог больше баллотироваться из-за ограничений на количество сроков в Кентукки.
После долгих обсуждений Демократическая партия выдвинула в качестве своего кандидата сенатора Уильяма Гебеля. Однако некоторые члены партии были недовольны этим решением и выбрали другого кандидата — Джона Брауна. Республиканскую партию представлял Генеральный прокурор штата Уильям Тейлор. Первоначально он был объявлен победителем выборов, получив 193 714 голосов, в то время как Гебель получил 191 331 голос; в условиях разрыва менее чем в один процент результаты выборов стали объектом расследований и конфликтов. Джон Браун получил 12 040 голосов, став третьим после Тейлора и Гебеля. Результаты выборов были оспорены из-за нарушений, но Совет штата по выборам признал победу Тейлора; 12 декабря 1899 года состоялась его инаугурация.
Демократическая партия создала комиссию для расследования обвинений в фальсификации результатов голосования. 30 января 1900 года, ещё до оглашения результатов проверки комиссии, на Гебеля было совершено покушение, когда он входил в капитолий Кентукки. По результатам расследования избирательной комиссией был опубликован отчёт, который аннулировал часть голосов, отданных за Тейлора, так что Гебель вышел на первое место. 31 января он был приведён к присяге, однако ранение оказалось несовместимым с жизнью, и 2 февраля Гебель скончался.
После смерти Гебеля кандидатами на пост губернатора стали вице-губернатор Бекхэм и Тейлор, которые начали затяжную судебную битву за губернаторство. Бекхэм выиграл дело в апелляционном порядке, став губернатором Кентукки, а Тейлор уехал в штат Индиана, чтобы избежать обвинений в пособничестве убийству Гебеля. В общей сложности в участии в убийстве подозревались 16 человек, из них пятеро были привлечены к суду. Двое были оправданы, остальные трое были осуждены, но позже помилованы.

## Предшествующие события
В результате губернаторских выборов 1895 года в Кентукки был избран первый губернатор — республиканец Уильям Брэдли. Брэдли смог извлечь выгоду как из раздоров и разногласий внутри Демократической партии по вопросу о свободной чеканке серебряной монеты, так и из участия сильного кандидата от третьей партии — представителя Народной партии Томаса Петтита. Он победил на выборах, обойдя Томаса Петтита почти на 9000 голосов. Выборы 1895 года ознаменовали начало соперничества этих двух партий в политической жизни Кентукки.
Тем временем в рядах Демократической партии у Брэдли появился сильный противник. Уильям Гебель начал свой путь в политику с Сената Кентукки. Гебель стал лидером новой группы демократов, которые считались врагами крупных корпораций, в особенности железнодорожной компании Луисвилл — Нэшвил, и называли себя друзьями рабочих. Гебель, движимый исключительной страстью к власти, не был женат, мало с кем сходился близко и был известен своей отчуждённостью и расчётливостью.
В 1898 году Гебель стал временным президентом Сената. 1 февраля он инициировал принятие закона о выборах, согласно которому планировалось создать Совет уполномоченных по выборам, формируемый Генеральной ассамблеей Кентукки, в юрисдикции которого находилось бы назначение избирательных комиссий и разрешение спорных вопросов в ходе выборов. Поскольку идея о создании ведомства поступила от Демократической партии и ею же поддерживалась, законопроект сразу же был подвергнут нападкам как со стороны других партий, однако критика раздавалась и со стороны некоторых соратников Гебеля по партии. Несмотря на это, ему всё же удалось сохранить своих сторонников и создать эту коллегию, назначив в её состав угодных ему людей, которые, вероятно, были его близкими друзьями. В состав Совета вошёл бывший главный судья Уильям Томас, а также некоторые члены Демократической партии. Республиканцы пытались обжаловать этот законопроект, однако апелляционный суд признал его конституционным.

## Конвенция Демократической партии
О своём намерении баллотироваться на пост губернатора объявили три члена Демократической партии — Гебель, Паркер Уоткинс Хардин и Уильям Джонсон Стоун. Хардина, уроженца округа Марсер, поддерживали владельцы Луисвиллской и Нашвиллской железной дороги. Стоун пользовался поддержкой у землевладельцев, Гебель же был наиболее популярен у городских избирателей. Накануне партийного съезда шансы Хардина одержать победу на внутренних выборах расценивались как наиболее высокие. Гебель и Стоун понимали это, поэтому решили объединиться; согласно достигнутой договорённости, половина делегации Луисвилла, поддерживавшей Гебеля, должна была голосовать за Стоуна. В рамках соглашения между Гебелем и Стоуном также оговаривалось, что если один из них выбывает из гонки, он должен призвать своих избирателей поддержать второго.
Собрание Демократической партии состоялось 20 июня в мюзик-холле города Луисвилла. Первым делом было решено выбрать председателя собрания. Олли М. Джеймс — сторонник Стоуна, выдвинул кандидатуру судьи Дэвида Редвина. Когда представитель Гебеля Вудсон поддержал эту кандидатуру, сделка между Гебелем и Стоуном стала для многих очевидной. Сторонники Хардина выдвинули Уильяма Суини, но победу одержал Редвин. Недовольные этим решением оспорили его; была создана комиссия по проверке полномочий членов отдельных региональных делегаций. Состав комиссии тоже был подобран наихудшим образом для Хардина, чьих сторонников в её составе было только четверо из тридцати членов. Длительная работа комиссии вызвала беспокойство, и сотни людей — как делегатов съезда, так и рядовых граждан — ворвались в музыкальный зал, пытаясь сорвать съезд. Когда Редвин с целью поддержания порядка в зале вызвал полицию, сторонники Хардина обвинили его в применении тактике запугивания. Наконец, 23 июня комиссия опубликовала отчёт о расследовании: из 28 спорных случаев в 26 вопрос был решён в пользу сторонников Гебеля и Стоуна.
На следующий день начались формальные номинации. Хардин, посчитавший, что стал жертвой мошенничества, снял свою кандидатуру, хотя некоторые из делегатов продолжали за него голосовать. Делегат Джон Стокдейл Реа номинировал Стоуна. Тот предполагал, что с уходом Хардина Гебель отдаст ему свои голоса, но когда другой делегат выдвинул кандидатуру Гебеля, стало ясно, что это не так. Возмущение Стоуна усилилось тогда, когда практически вся делегация Луисвилла проголосовала за Гебеля вместо того, чтобы разделить голоса, как предусматривалось сделкой. В ответ некоторые сторонники Стоуна начали поддерживать отозвавшего свою кандидатуру Хардина. Видя разногласия между Стоуном и Гебелем, Хардин решил воспользоваться этим и снова выставить свою кандидатуру. После многочисленных голосований 24 июня каждый кандидат получил примерно по одной трети голосов. В понедельник, 26 июня, когда голосование должно было возобновиться, зал был заполнен полицией по просьбе Редвина. Реа потребовал, чтобы полиция была удалена с заседания для предотвращения запугивания, но Редвин постановил, что это требование нарушает процедуру. Возмущение поднялось до такой степени, что сторонники Стоуна и Хардина начали откровенно вести дело к срыву конвенции, распевая песни, крича и стоя на стульях. Была принята попытка голосования, но многие просто воздержались, ничего не слыша из-за шума и не понимая, что происходит. Когда голосование было закончено, Редвин объявил, что Гебель набрал большинство голосов, однако сам Гебель заявил, что согласится баллотироваться от Демократической партии только в том случае, если наберёт абсолютное большинство. Дальнейшие попытки голосования были сорваны, заседание было перенесено.
Утром 27 июня делегаты в зале вели себя цивилизованно. Стоун и Хардин призвали к немедленному роспуску конвенции, но Редвин и это требование признал нарушающим процедуру. После этого лидеры сторонников Стоуна и Хардина объявили, что не будут нарушать процесс голосования. Когда голосование началось, Стоун и Хардин предприняли безуспешную попытку организовать альянс, но 24 первые попытки голосования снова окончились ничьей. После этого было принято решение, что следующее голосование отсеивает кандидата с наименьшим количеством голосов — им оказался Стоун. Теперь все голоса городских центров принадлежали Гебелю, а западные сельские округа в полном составе поддерживали Хардина. Гебель одержал победу, набрав абсолютное большинство. После голосования Хардин и Стоун пообещали Гебелю свою поддержку на губернаторских выборах. На пост вице-губернатора от демократов был выдвинут Дж. Бекхэм, которому было только 29 лет, что означало, что по закону он не мог бы при необходимости занять должность губернатора. Гебель сомневался в будущей лояльности Бекхэма, представлявшего округ, голосовавший за Хардина, но его сумели убедить в том, что Бекхэм будет верен ему. Кандидатом на должность генерального прокурора штата был выдвинут Дж. Брекинридж, в прошлом воевавший на стороне КША.

## Конвенция Республиканской партии
Изначально потенциальных кандидатов от Республиканской партии было немного. Одни расценили разницу в 18 000 голосов в пользу кандидата Демократической партии Уильяма Дженнингса Брайана на президентских выборах 1896 года как верный признак того, что штат проголосует за демократов в 1899 году. Другие не были заинтересованы в отражении неизбежных нападок демократов на администрацию Брэдли. Некоторых пугала перспектива поражения от бюрократической машины, созданной благодаря закону о выборах, который провёл в Сенате Гебель. Первым потенциальным кандидатом от партии стал генеральный прокурор Уильям С. Тейлор, который вскоре заручился поддержкой Вильяма Джозефа. Позже свои кандидатуры выдвинули судья округа Хопкинс Клифтон Дж. Пратт и государственный аудитор Сэм Х. Стоун. Пратт был креатурой действующего губернатора Брэдли, а кандидатуру Сэма Стоуна поддержал редактор газеты Lexington Herald-Leader Сэм Робертс. Тейлор, как и Гебель, был искусным политическим организатором. Он сумел получить значительную поддержку однопартийцев и накануне внутренних выборов был их фаворитом.
Конвенция Республиканской партии прошла 12 июля в Лексингтоне, однако Брэдли не явился на него. По мнению однопартийцев, он сделал это в силу своего недовольства тем, что его кандидата не принимали всерьёз. Влиятельные чернокожие республиканцы пригрозили последовать примеру Брэдли и провести отдельное избирательное собрание, поскольку они рассматривали Тейлора как кандидата от чисто белой части партии . Тот попытался сохранить единство в партии, назначив одного из чернокожих делегатов на пост секретаря конвенции и пообещав включить ещё нескольких в свой кабинет в случае избрания. Он также попытался обеспечить прибытие Брэдли на съезд, пообещав назначить его племянника Эдвина П. Морроу начальником канцелярии губернатора. Однако Брэдли и его племянник отказались от этого предложения. Учитывая образцовую организацию кампании Тейлора, Сэм Стоун объявил, что желает видеть единую, а не расколотую партию, предложив выдвинуть Тейлора единогласным решением; судья Пратт поддержал это предложение. Джон Маршалл был избран кандидатом в вице-губернаторы, а Калеб Пауэрс кандидатом на пост начальника канцелярии губернатора.

## Споры между демократами
Некоторые члены Демократической партии остались недовольны решением отправить Гебеля на выборы. Уильям Стоун, некоторое время после съезда хранивший молчание, затем обнародовал детали соглашения со своим конкурентом (в его собственной трактовке) и заявил о том, что Гебель не выполнил его. Союзники последнего попытались защитить его от обвинений, но вскоре существование договорённости было подтверждено Уильямом Оуэнсом. Оуэнс призвал демократов голосовать на выборах за кандидата от Республиканской партии, чтобы Гебель не смог получить губернаторство.
Первыми к проведению нового съезда официально призвали сторонники сенатора США Джозефа Блэкберна. После встречи недовольных в Маунт-Стерлинг цели движения были окончательно определены. Было объявлено, что 2 августа состоится встреча в Лексингтоне, на которой будут согласованы процедурные детали нового съезда. Вскоре было объявлено, что Джон Браун, бывший губернатор штата, согласится выдвинуть свою кандидатуру на втором съезде, если таковой будет проведён. Поскольку Брауна считали сторонником Гебеля, это вызвало серьёзное замешательство в партии. 2 августа в Лексингтоне собрались представители 60 округов. Участники согласились с выдвижением новых кандидатур и о том, что голосование по ним состоится 16 августа.
Участие в новом съезде принимали делегаты ста восьми из 120 округов Кентукки. На нём присутствовали издатели газет Lexington Herald, Louisville Evening Post и Louisville Dispatch, бывший конгрессмен Оуэнс и бывший спикер Палаты представителей штата Харви Майерс. На собрании был представлен целый список кандидатов на разные должности во главе с бывшим губернатором Брауном. Также съезд принял резолюцию, осуждающую итоги «конвенции в мюзик-холле», на которой кандидатом от демократов был избран Гебель, и закон о выборах, носящий его имя.

## Избирательная кампания
В состав предвыборного штаба Гебеля входили сенатор Джо Блэкберн, бывший губернатор Джеймс Маккрири и партийный функционер Перси Хали. Гебель начал свою предвыборную кампанию 12 августа в Мейфилде. В своих выступлениях он обвинял руководство Луисвиллской и Нашвиллской железной дороги, а также финансовых магнатов из других штатов в попытке повлиять на ход губернаторских выборов.
Тейлор открыл свою кампанию 22 августа в Лондоне, штат Кентукки. В штаб Тейлора входили сенатор Дебо, конгрессмен Сэмюэл Пью, Калеб Пауэрс и бывший участник губернаторских выборов от республиканцев Томас Морроу. В своей кампании Тейлор выступал против «политического порабощения» чернокожих. Он напоминал, что республиканцы выступали против рабства, а в случае избрании Гебеля негры снова окажутся в положении рабов.
Браун начал свою кампанию в Боулинг-Грин. Из-за преклонного возраста и относительно плохого здоровья он редко произносил речи. Несмотря на это, он путешествовал по штату, в своих выступлениях подвергая сомнению искренность своего конкурента Гебеля, поддерживавшего доктрину свободной чеканки серебряной монеты. Он продолжал критиковать то, как был проведён «съезд в мюзик-холле», заявляя, что великие деятели Демократической партии в прошлом ничего подобного не потерпели бы. Браун также обрушивался в своих выступлениях на закон Гебеля о выборах как ведущий к созданию олигархии. Хотя сам он выступал редко, эту лакуну заполняли выступления его сторонников.

Когда Демократическая партия Кентукки на своём съезде сочтёт разумным номинировать на пост губернатора нашего великого штата «жёлтую собаку», я проголосую за неё — но меня не смогут заставить пасть ещё ниже.
Оригинальный текст (англ.)[W]hen the Democratic Party of Kentucky, in convention assembled, sees fit in its wisdom to nominate a yellow dog for the governorship of this great state, I will support him — but lower than that you shall not drag me.

Хотя голоса бывших конфедератов на выборах, как правило, заранее считались отданными кандидатам от Демократической партии, Гебель не мог на них полностью положиться из-за связей своего отца с Союзом. Кроме того, в 1895 году Гебель убил на дуэли Джона Сэнфорда, бывшего конфедерата. Это делало его особенно ненавистным кандидатом для Теодора Халлума — сторонника Брауна и друга Сэнфорда. На предвыборном собрании в Боулинг-Грине он заявил, что Гебель как кандидат хуже самых худших вариантов, которые только может предложить Демократическая партия. Гебель пытался компенсировать слабую поддержку со стороны конфедератов путём заигрывания с чернокожими избирателями, чьи голоса долгое время отдавались только республиканцам. Ему пришлось действовать осторожно, чтобы избежать дальнейшего отчуждения традиционной избирательной базы демократов. В отличие от других демократов, Гебель не голосовал за законопроект об отдельных вагонах для чернокожих жителей штата. Большинство чернокожих выступали против закона, и Гебель пытался не афишировать свою позицию по этому вопросу, однако в ходе предвыборного визита в Кловерпорт ему пришлось признаться, что он поддерживает законопроект и будет выступать против его отмены. Аналогичным образом от этой темы уклонился Тейлор, опасавшийся отпугнуть сторонников расовой дискриминации в партии, но через неделю после того, как Гебель высказался в пользу законопроекта, Тейлор выступил против него. Это стало поворотным моментом в предвыборной кампании, так как чернокожие избиратели, поначалу равнодушные к кандидатуре Тейлора, теперь активно выступили в его поддержку.
Доживающая свои дни Народная партия также выдвинула список кандидатов на государственные должности. Хотя программа этой партии была похожа на программу Гебеля, она содержала прямое осуждение проведённого им закона о выборах. Томас Петтит, кандидат от популистской партии на выборах 1895 года, выступал за Гебеля, однако многие другие лидеры партии были настроены против него. Гебель, видя, что теряет поддержку во всех слоях населения, обратился за поддержкой к Уильяму Дженнингсу Брайану, чрезвычайно популярному в Кентукки в целом и среди демократов и сторонников Народной партии в частности. Поначалу Брайан отклонял эти призывы, но в итоге согласился и в три дня вместе с Гебелем исколесил штат, призывая избирателей поддержать кандидата от Демократической партии. Это помогло тому укрепить свои позиции в борьбе с Брауном.
Как только Брайан покинул штат, действующий губернатор Брэдли активно выступил в поддержку Тейлора. Он заявлял, что делает это только для того, чтобы защитить свою администрацию от атак Демократической партии. Однако газета The Courier-Journal, издаваемая Генри Уотерсоном, опубликовала редакционную статью, в которой излагала собственную версию происходящего. В статье было написано, что Брэдли пытается заручиться расположением Тейлора с тем, чтобы тот поддержал его предстоящее выдвижение в Сенат США. Брэдли заявлял, что Демократическая партия была вынуждена пригласить оратора из другого штата (Брайана), поскольку все лучшие люди в ней отказались поддерживать Гебеля. В качестве доказательств он указывал на то, что в поддержке Гебелю отказали его бывший союзник Джон Карлайл, сенатор Уильяма Линдси и другие лидеры партии. Он также призвал чернокожих жителей штата не отказывать Республиканской партии в своей обычной поддержке.
За две недели до окончания кампании Браун получил травму, в результате которой мог передвигаться только в инвалидной коляске. Это стало сильным ударом по его кампании, и без того уже терявшей популярность. Многие его сторонники уже понимали, что основная борьба будет вестись между Тейлором и Гебелем. Оба кандидата провели последние дни перед выборами в Луисвилле, зная, что население этого большого города может стать ключом к победе. Гебель поддержал забастовщиков на Луисвиллской и Нашвиллской железной дороге, одновременно обвинив Республиканскую партию в том, что она защищает интересы трестов. Опасаясь насилия и подтасовок на выборах, мэр Луисвилла Чарльз Уивер — сторонник кандидата Демократической партии Гебеля — непосредственно перед выборами мобилизовал в городскую полицию 500 дополнительных новобранцев, что вызвало обвинения в подготовке массового запугивания на выборах. Губернатор Брэдли в ответ приказал ополчению штата быть готовым к подавлению беспорядков по всему штату. В день выборов газета Courier-Journal вышла с заголовком «Власть штыка».

## Выборы

### Итоги
Несмотря на предупреждения о возможном насилии, выборный день, 7 ноября, прошёл спокойно. По всему штату было арестовано около десятка человек. Когда подсчёт бюллетеней был завершён, избирательная комиссия официально объявила о победе Тейлора, набравшего 193 714 голосов против 191 331 у Гебеля. Браун получил 12 040 голосов избирателей. Гебель занял второе место на выборах. Обвинения в мошенничестве начались ещё до объявления результатов. В частности, в 1200 бюллетеней в округе Нельсон было указано не «W. S. Taylor», а «W. P. Taylor». Демократическая партия потребовала признать эти бюллетени недействительными. В некоторых округах люди жаловались на слишком тонкие избирательные бюллетени, сквозь которые можно было рассмотреть, за кого голосовал избиратель. Один демократ даже призвал признать недействительными все бюллетени в Луисвилле из-за «запугивания» со стороны ополчения штата (Тейлор победил в Луисвилле с разницей в 3000 голосов).
Первую победу в апелляционном суде республиканцы одержали, когда голоса округа Нельсон были признаны действительными. Окончательное решение о проведение выборов, однако, принималось в Совете по выборам, который был создан в соответствии с законом Гебеля. Многие газеты, как республиканские, так и демократические, призывали принять вердикт Совета как решающий. По мере приближения слушаний в Совете напряжение продолжало расти, и в столицу штата начали прибывать вооружённые отряды из восточных округов, голосовавших за республиканцев; общая численность бойцов в них достигала 500. Последовавшее решение было очень неожиданно для Гебеля: Совет постановил, что закон о выборах не даёт ему юридического права вызывать свидетелей, поэтому не может расследовать это дело. 12 декабря 1899 года состоялась инаугурация Тейлора; уже 14 декабря лидеры демократов выступили с призывом к Гебелю и Бекхэму продолжать оспаривание результатов выборов. Сам Гебель склонялся к тому, чтобы оставить эти результаты в силе и сосредоточиться на выборах в Сенат США в 1901 году, но, следуя требованиям лидеров партии, был вынужден решение Совета по выборам.
Элли Янг, председатель Демократической партии Кентукки, 1 января 1900 года провела собрание депутатов Генеральной ассамблеи штата от своей партии. Решением этого собрания Дж. С. С. Блэкберн был выдвинут кандидатом на место в Сенате США, Гебель был выдвинут в качестве кандидата на должность временного председателя Сената Кентукки, а Саут Тримбл — на должность спикера палаты представителей. Когда началась сессия Генеральной ассамблеи, все кандидаты от Демократической партии были ею утверждены, благодаря преобладанию демократов в обеих палатах. Вице-губернатор Маршалл представил Сенату список комитетов, однако сенаторы девятнадцатью голосами против семнадцати постановили отвергнуть этот список и утвердить кандидатов, представленных Гебелем. Аналогичным образом Палата представителей утвердила представленный Саутом Тримблом список сорока комитетов, ни в одном из которых у республиканцев не было большинства.
2 января Гебель и Бекхэм представили Генеральной ассамблее свой протест в отношении результатов выборов. На следующий день Ассамблея назначила специальную комиссию для расследования обвинений в фальсификации результатов и запугивании избирателей. Хотя члены комиссии предположительно выбирались случайным образом, в неё вошло десять демократов и один республиканец. Объединённый комитет по парламентской процедуре рекомендовал, чтобы комиссия представила свой отчёт по требованию Генеральной ассамблее, чтобы прения были ограничены моментом представления заключения комиссии, а голосование по итогам расследования проводилось бы на совместной сессии Ассамблеи. Комитет также рекомендовал, чтобы председателем совместной сессии, на которой будет проходить голосование, был спикер палаты представителей, а не вице-губернатор. Республиканское меньшинство попыталось выступить против этих условий, но демократы смогли справиться с их сопротивлением.

### Убийство Гебеля
Республиканцы ожидали, что комиссия аннулирует достаточное количество бюллетеней, чтобы сделать Гебеля губернатором. В столицу снова стали стекаться вооружённые люди с востока Кентукки, однако Тейлор в целях пресечения возможного кровопролития приказал им вернуться домой. Тем не менее, от двухсот до трёхсот вооружённых людей остались во Франкфорте, дожидаясь результатов расследования. Также в городе остались свидетели, вызванные комиссией. При этом некоторые свидетели от Республиканской партии были арестованы местной полицией, в которой было много сторонников Гебеля. Часть арестованных была помилована губернатором Тейлором на том основании, что при задержании они были ограблены полицией. Чтобы избежать ареста за тайное ношение оружия, многие из сторонников республиканцев начали носить его открыто, усиливая напряженность в городе, но успешно препятствуя продолжению полицейских арестов.
Утром 30 января, когда Гебель в сопровождении двух друзей направлялся к зданию Ассамблеи, раздался выстрел, после которого лидер демократов упал раненым. Гебеля отнесли в находившийся рядом отель для оказания первой помощи. На улицы города были выведены солдаты, перекрывшие доступ к капитолию. Несмотря на это, избирательная комиссия собралась в мэрии Франкфорта. В результате заседания было вынесен вердикт, согласно которому Гебель и Бекхэм получили большинство действительных голосов на губернаторских выборах и должны занять свои выборные должности.
Через час после окончания заседания комитета губернатор Тейлор объявил происходящее мятежом и вызвал в город ополчение штата. Он созвал законодательное собрание на внеочередное собрание, но не во Франкфорте, а в поддерживавшем республиканцев Лондоне, который, по его заявлению, был более безопасным местом. Ряд демократов отверг предложение Тейлора, но когда они попытались собрать заседание в капитолии штата, оказалось, что здание блокируют вооружённые граждане. 31 января 1900 года на тайном заседании в одной из гостиниц Франкфорта, на котором не присутствовал никто из депутатов-республиканцев, демократы проголосовали за ратификацию результатов расследования, проведённого избирательной комиссии, которая аннулировала достаточное количество голосов, чтобы сделать губернатором Гебеля. Он был приведен к присяге и немедленно приказал ополчению штата покинуть город, а Генеральной ассамблее — вновь собраться во Франкфорте. Республиканское ополчение отказалось подчиняться Гебелю, и на лужайке перед капитолием началось формирование ополчения, лояльного демократам. Возникла опасность вооружённого столкновения.
Тейлор проинформировал президента Мак-Кинли о ситуации в Кентукки, воздержавшись, однако от просьбы о вмешательстве федеральных войск. Мак-Кинли заверил делегацию из Кентукки, что такое вмешательство произойдет только в крайнем случае. Республиканские депутаты в соответствии с призывом Тейлора были готовы собраться в Лондоне 5 февраля. Между тем, чтобы устранить любые сомнения в законности их предыдущей встречи, законодатели—демократы смогли беспрепятственно провести заседание в Капитолии, на котором снова проголосовали за принятие доклада избирательной комиссии, объявив Гебеля и Бекхэма победителями выборов, а те во второй раз принесли присягу.
Чтобы убедиться в том, что его губернаторские полномочия всё ещё признаются, Тейлор помиловал человека, осужденного за непредумышленное убийство в округе Нотт. Помилование было подписано соответствующими должностными лицами округа, но сотрудники тюрьмы отказались освободить мужчину. Существовали опасения, что Тейлор направит ополчение штата для освобождения заключённого из-под стражи, однако никаких дальнейших попыток добиться его освобождения предпринято не было. Одновременно Тейлор, живший под усиленной охраной в своей административной канцелярии, подвергался критике за то, что он не объявил награду за поимку покушавшегося на Гебеля. В ответ он сообщил, что не может объявить награду официально в отсутствие запроса от властей округа Франкфорт, и взамен предложил вознаграждение за информацию о преступнике в размере 500 долларов из своих собственных денег.
3 февраля Гебель умер от ран. Таким образом, он стал первым и единственным американским губернатором, убитым в течение срока своих полномочий. Со смертью самого противоречивого участника выборов напряженность начала несколько ослабевать. Лидеры обеих партий заключили соглашение, по которому Тейлор и вице-губернатор Маршалл покидали свои соответствующие должности; в обмен на это они должны были получить иммунитет от судебного преследования за любые действия, связанные с убийством Гебеля. Ополчению штата предписывалось покинуть Франкфорт, а закон Гебеля о выборах планировалось отменить и выработать более справедливый. Тем не менее, Тейлор отказался подписывать договор, несмотря на то, что его сторонники поддерживали соглашение. При этом он снял запрет на проведение заседаний Генеральной ассамблеи во Франкфорте.

### Судебные иски
Когда Генеральная ассамблея собралась 19 февраля, на председательские места претендовали одновременно две группы должностных лиц. Маршалл и вице-губернатор Гебеля Бекхэм претендовали на право возглавить Сенат штата. Тейлор обратился в суд с требованием запрета Бекхэму действовать в Сенате как лицо, наделённое властью. Одновременно Бекхэм подал встречный иск. В итоге дела были объединены, и как республиканцы, так и демократы согласились позволить суду вынести вердикт по выборам. 10 марта окружной суд принял решение в пользу Бекхэма и демократов. Последняя инстанция штата, Апелляционный суд Кентукки, 6 апреля оставила в силе решение окружного суда, юридически освободив от занимаемых должностей Тейлора и Маршалла. Дело «Тейлор против Бекхэма» после этого было подано на рассмотрение в Верховный суд США, но тот отказался вмешиваться, посчитав, что оно не затрагивало никаких вопросов федерального значения. Единственным судьей, высказавшим по этому делу особое мнение, был Джон Маршалл Харлан, который сам был родом из Кентукки.
В связи с убийством Гебеля в суд было передано 16 дел, в том числе одно против Тейлора. В мае 1900 года Тейлор бежал в Индианаполис, штат Индиана, а губернатор Джеймс А. Маунт отказался экстрадировать его для суда в Кентукки. Трое других обвиняемых в убийстве выступили в качестве свидетелей обвинения. В итоге, из шестнадцати подозреваемых перед судом предстало только пять человек, двое из которых были оправданы. В общей сложности в связи с убийством Гебеля было осуждено три человека. Секретарь штата Кентукки Калеб Пауэрс был осуждён как организатор убийства, аудитор штата Кентукки Генри Ютси — как пособник убийцы. Наконец, Джеймс Б. Ховард, участник кровавой вражды в округе Клэй, был признан судом непосредственным исполнителем убийства.
Согласно версии обвинения, убийца выстрелил в Гебеля из кабинета госсекретаря на первом этаже здания рядом с капитолием штата. Однако показания против обвиняемых в основном были противоречивыми, и некоторые из них впоследствии оказались ложными. Большинство судей штата были коллегами Гебеля по партии; среди присяжных также было много демократов. Апелляционные суды, напротив, были в основном республиканскими, и приговоры нижестоящих судов часто отменялись после того, как дела передавались на пересмотр. Ховард был последовательно осужден в сентябре 1900, январе 1902 и апреле 1903; его последняя апелляция потерпела неудачу, и он был приговорен к пожизненному заключению. Пауэрс также был осужден три раза: в июле 1900 года, октябре 1901 года и августе 1903 года; во время четвёртого судебного процесса в ноябре 1907 года присяжные не смогли вынести вердикт. В 1908 году Пауэрс и Ховард были помилованы губернатором-республиканцем Огастесом Уиллсоном. Через несколько месяцев Уилсон также помиловал Тейлора и нескольких других фигурантов судебных дел, процессы над которыми ещё не закончились. Несмотря на помилование, Тейлор редко возвращался в Кентукки; он работал в руководстве страховой компании в Индиане и умер там в 1928 году. Ютси, единственный обвиняемый, который не обжаловал свой приговор, был условно освобожден в 1916 году и помилован в 1919 году губернатором-демократом Джеймсом Д. Блэком.

## Материалы по статье
- Klotter, James C.[англ.]. William Goebel: The Politics of Wrath (неопр.). — Lexington, Kentucky: The University Press of Kentucky, 1977. — ISBN 0-8131-0240-5.
- McQueen, Keven. William Goebel: Assassinated Governor // Offbeat Kentuckians: Legends to Lunatics (неопр.). — Kuttawa, Kentucky: McClanahan Publishing House, 2001. — ISBN 0-913383-80-5.
- Woodson, Urey[англ.]. The First New Dealer, William Goebel: His origin, ambitions, achievements, his assassination, loss to the state and nation; the story of a great crime (англ.). — Louisville, Kentucky: The Standard Press, 1939.